# Подлесный, Николай Юрьевич
Никола́й Ю́рьевич Подле́сный (укр. Микола Юрійович Подлєсний; 24 февраля 1973) — советский и украинский футболист, защитник и полузащитник.

## Карьера
В 1991 году провёл 29 матчей за северодонецкий «Химик», в том же сезоне был в составе «Зари», однако на поле не выходил. В 1992 году снова выступал за «Химик», принял участие в 19 поединках, после чего пополнил ряды луганского «Динамо», за которое затем играл до 1995 года, проведя за это время 105 матчей и забил 1 гол в первенстве, и ещё сыграв 4 встречи и забив 1 мяч в розыгрышах Кубка Украины.
С 1995 по 1997 год защищал цвета мариупольского «Металлурга», в составе которого стал в сезоне 1996/97 бронзовым призёром Первой лиги и затем дебютировал в Высшей лиге Украины, где провёл 9 матчей. Всего за клуб из Мариуполя сыграл 83 встречи и забил 8 голов в чемпионате и первенстве, и ещё 3 поединка провёл в Кубке. В сезоне 1998 года выступал за «Кубань», сыграл 17 матчей. Затем принял участие в 6 поединках сочинской команды «Жемчужина-2». В 1999 году провёл 5 встреч в составе клуба «Черкассы».
В сезоне 2000/01 сыграл 6 матчей за тбилисский клуб «Мерани-91» в Высшей лиге Грузии. С мая 2001 по 2003 год выступал за луганский «Шахтёр», в составе которого провёл 17 встреч в турнире ААФУ. Кроме того, 21 октября 2001 года сыграл 1 матч на любительском уровне за константиновский «Монолит». В 2004 году провёл 13 встреч за «Авангард» из города Ровеньки, после чего пополнил ряды «Молнии», в составе которой провёл сезон 2004/05, сыграв 20 матчей.

## Достижения
- 3-е место в Первой лиге Украины (выход в Высшую лигу): 1996/97